# Hannoversche Immobilien-Gesellschaft
Die Hannoversche Immobilien-Gesellschaft war eine 1890 gegründete Aktiengesellschaft zum Betrieb und zur Vermarktung von Immobilien.

## Geschichte

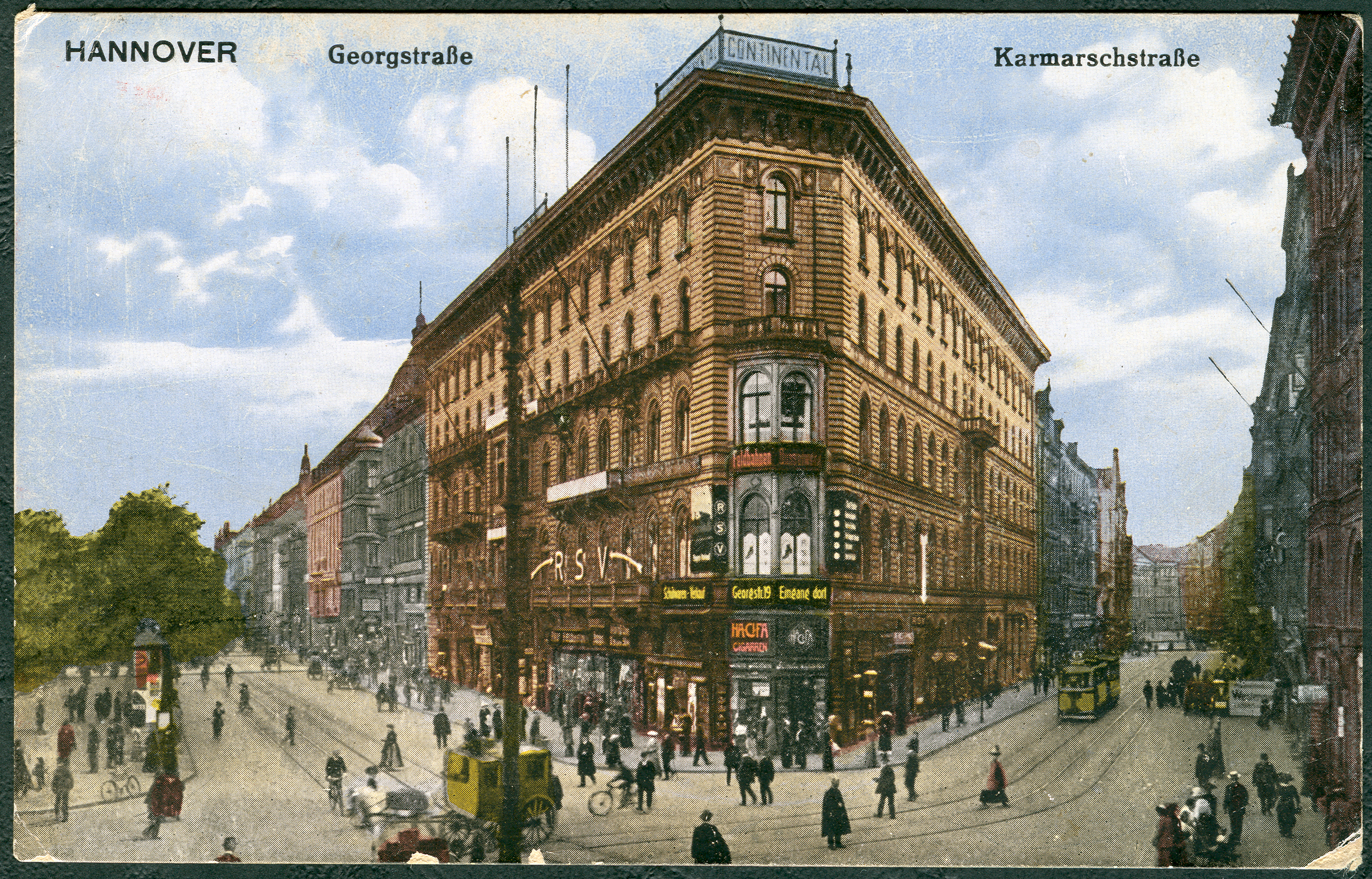
Das Continental Geschäftshaus mit Hotel, Ecke Georgstraße/Karmarschstraße brachte der Gründer Ferdinand Wallbrecht in die Aktiengesellschaft ein;
kolorierte Ansichtskarte Nummer 145, anonymer Fotograf, um 1900

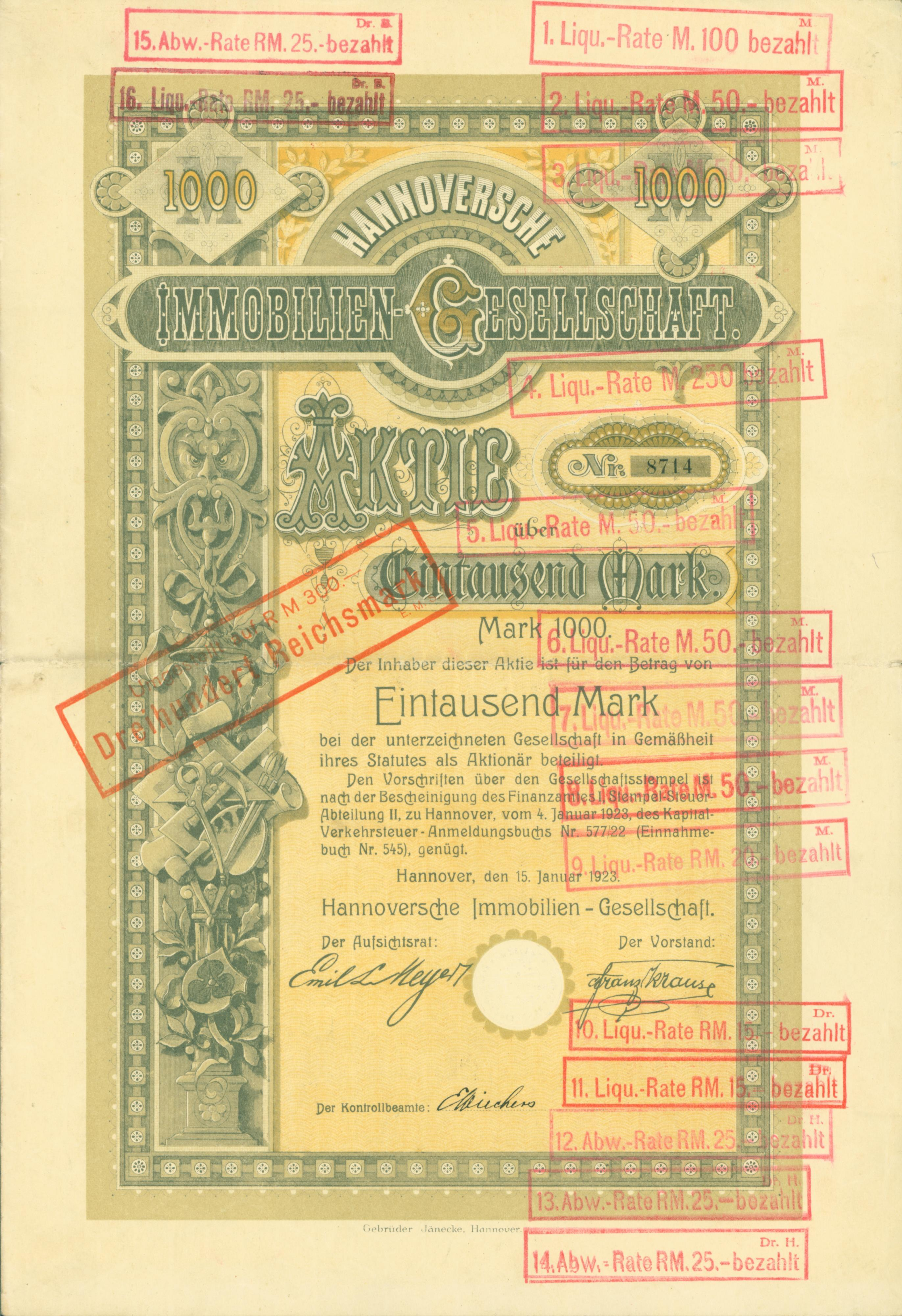
Aktie über 1000 Mark der Hannoverschen Immobilien-Gesellschaft vom 15. Januar 1923

Das Unternehmen wurde im Jahr 1890 maßgeblich durch den hannoverschen Bauunternehmer Ferdinand Wallbrecht unter Mitwirkung des Bankhauses Ephraim Meyer & Sohn gegründet. Am 24. April 1890 wurde die Aktiengesellschaft eingetragen. Wallbrecht brachte insgesamt 77 Immobilien in die Gesellschaft ein, darunter etwa das Hotel Continental, das hannoversche Konzerthaus, das Luisenbad oder den Palmengarten.
Die AG war an der Berliner Börse, an der Hamburger Börse sowie an der Wertpapierbörse Hannover notiert. Bereits vor dem Ersten Weltkrieg zeichnete der Kaufmann Franz Krause als Vorstand der AG und Emil L. Meyer als Aufsichtsratsvorsitzender. Weitere Mitglieder waren Philipp Benfey III., Karl Quirl in Aachen, Hermann R. Münchmeyer in Hamburg, der Kaufmann Ferdinand Wallbrecht in Lübeck, Senator Rudolf Friedrichs, Harry Plate und Graf Otto von Moltke.
Nach der Deutschen Hyperinflation wurde die Gesellschaft ab 1925 abgewickelt. Die Stadt Hannover war mit 59 Prozent letzter Mehrheitsaktionär.
Tochtergesellschaft der Hannoverschen Immobilien-Gesellschaft war die Union-Boden, die bis heute mehrere Parkhäuser in der niedersächsischen Landeshauptstadt betreibt.